# Violenza segreta
Violenza segreta è un film del 1963 diretto da Giorgio Moser, ispirato al romanzo settimana nera di Enrico Emanuelli.